# Tinkerbella nana
Tinkerbella nana  (лат.) — вид микроскопических насекомых из семейства паразитических наездников Mymaridae (Chalcidoidea) отряда перепончатокрылые насекомые. Эндемик Центральной Америки: Коста-Рика.

## Описание
Длина тела менее 0,25 мм (самки 225—250 μm, самцы 210—230 μm), светло-коричневые. Жгутик усиков самки состоит из 5 сегментов, булава одночлениковая (у самцов усики 10-члениковые). Сложные глаза примерно с 50 омматидиями, лапки 4-члениковые. Крылья с сильно редуцированным жилкованием. Там же в Коста-Рике обнаружен и мельчайший представитель всего класса насекомые вид Dicopomorpha echmepterygis (0,139 мм). Таксон Tinkerbella nana морфологически близок к другому мельчайшему насекомому Kikiki huna (у которого лапки 3-члениковые, а глаза из 25 омматидиев; длина тела около 0,2 мм), обнаруженному на Гавайских островах.

## Этимология
Вид был впервые описан в 2013 году канадским энтомологом Джоном Хубером (John T. Huber, Canadian National Collection of Insects, Оттава, Канада) и английским гименоптерологом Джоном Нойесом (John S. Noyes, Department of Entomology, Музей естествознания (Лондон)) и назван в честь Nana, собаки Питера Пена (героя книги 1904 года), и одновременно от греческого слова, означающего гнома. Родовое название дано по имени маленькой феи Динь-Динь (англ. Tinker bell) из той же книги.